# Mercedes-Benz Group
Mercedes-Benz Group AG (FWB: MBG
) (tidligere Daimler AG, DaimlerChrysler, endnu tidligere Daimler-Benz AG) er en tysk motorkøretøjsfabrikant. Virksomheden er efter antal solgte biler den 11. største bilfabrikant og blandt de største lastbilsfabrikanter i verden. Daimler producerer desuden busser, som Mercedes og som Setra, og tilbyder finansielle services gennem Daimler Financial Services. Herudover produceres motorer til andre køretøjsfabrikanter. 
Virksomheden har desuden væsentlige besiddelser indenfor luftfartsindustri gennem EADS, højteknologi og er moderselskab til Vodafone McLaren Mercedes racerholdet. Daimler ejer desuden den japanske motorkøretøjsfabrikant Mitsubishi Fuso Truck and Bus Corporation.

## Historie
Firmaet Daimler-Benz AG blev stiftet i 1926 som en sammenslutning af firmaerne Benz & Cie., grundlagt af Karl Benz, og Daimler Motoren Gesellschaft (DMG), grundlagt af Gottlieb Daimler og Wilhelm Maybach. Efter sammenslutningen introducerede de bilmærket "Mercedes-Benz", hvor Mercedes-delen kom fra navnet på DMG's vigtigste modelserie.
Daimler-Benz AG købte i 1998 den amerikanske bilfabrikant Chrysler Corporation og dannede DaimlerChrysler AG. Chrysler-delen blev efterfølgende solgt fra til Cerberus Capital Management og omdøbt til Chrysler LLC i august 2007, hvorefter moderselskabet skiftede navn til blot Daimler AG i oktober samme år.

### Tidslinje kort
- Benz & Cie., 1883–1926
- Daimler Motoren Gesellschaft AG, 1890–1926
- Daimler-Benz AG, 1926–1998
- DaimlerChrysler AG, 1998–2007
- Daimler AG, 2007–2022
- Mercedes-Benz Group, 2023 og frem

## Mærker

### Personbiler
- Mercedes-Benz
- Smart
- Mercedes-AMG
- Maybach

### Lastbiler
- Mercedes-Benz (truck group)
- Freightliner
- Mitsubishi Fuso
- Thomas Built Buses
- Sterling Trucks – lukket i 2010, men services fortsat
- Western Star
- BharatBenz

### Komponenter
- Alliance Truck Parts
- Detroit Diesel
- Mercedes-Benz
- Mitsubishi Fuso

### Busser
- Mercedes-Benz buses
- Setra
- Orion Bus Industries

### Varevogne
- Mercedes-Benz Vans

### Finansielle services
Daimler Financial Services:
- Mercedes-Benz Bank
- Mercedes-Benz Financial
- Daimler Truck Financial

### Andre
- Mercedes-Benz HighPerformanceEngines (Bygger motorer til Formel 1)